# Acanthermia renicula
Acanthermia renicula är en fjärilsart som beskrevs av Felder 1874. Acanthermia renicula ingår i släktet Acanthermia och familjen nattflyn. Inga underarter finns listade i Catalogue of Life.